# Jardim São Pedro (Porto Alegre)
Jardim São Pedro é um bairro da zona norte da cidade brasileira de Porto Alegre, capital do estado  do Rio Grande do Sul.
Foi criado pela Lei 2022 de 7 de dezembro de 1959, e teve o nome alterado pela Lei 4249 de 27 de dezembro de 1976.

## Histórico[1]
As origens do bairro remontam ao século XIX, época em que a área era uma região
agro-pastoril, com economia baseada nos tambos de leite e hortifrutigranjeiros. As fazendas e chácaras dominavam a região e arredores.

## Características atuais
Atualmente o bairro Jardim São Pedro possui característica comercial, residencial e industrial, dispondo de variados serviços. A área residencial do bairro, próxima à Avenida Assis Brasil, caracteriza-se por pequenas quadras arborizadas. Na parte mais próxima da Avenida Sertório há depósitos e pavilhões.
A proximidade com o Aeroporto Internacional Salgado Filho exige uma altura máxima para construção na região. Os edifícios mais antigos do Jardim São Pedro possuem no máximo três andares, e, os mais recentes e mais distantes da Avenida Sertório, possuem até sete pavimentos.

## Limites atuais
Avenida Carneiro da Fontoura, da esquina da Avenida Assis Brasil até a Avenida Sertório; prolongamento da Avenida Carneiro da Fontoura até os limites com o Aeródromo Federal e, por estes limites, em direção oeste/leste até encontrar o limite com o bairro Jardim Floresta; segue por este limite até a Rua Nicolau Ely; desta, passa pela Rua Dr. Ernesto Miranda, Rua Comendador Duval, Rua Fernando Abott, Rua Enes Bandeira até a Avenida Assis Brasil e, por esta, em direção oeste/leste, até encontrar o ponto de convergência com a Avenida Carneiro da Fontoura.